# Sean Price
Sean Price (Brownsville, Nueva York, 17 de marzo de 1972-Brooklyn, Nueva York, 8 de agosto de 2015) fue un rapero estadounidense miembro del grupo Heltah Skeltah (con Rock) y del súper grupo de hip hop Boot Camp Clik. Con Heltah Skeltah lanzó dos álbumes en los 90's, el criticalmente aclamado Nocturnal en 1996 y Magnum Force en 1998, álbum el cual contenía Colaboraciones de grandes Raperos como Method Man, Redman, Tha Dogg Pound, The Outlawz entré otros. En 2004 lanzaría Un CD Mixtape titulado Donkey Sean Jr., el cual era un Preludio a su álbum debut, que sería lanzado al año siguiente. En 2005 debutó en solitario con el álbum Monkey Barz álbum del cual se dijo, "Que salvó el Hip-Hop". Sean Continuó trabajando con Boot Camp Clik para en 2007 lanzar un álbum llamado Casualties Of War, y luego se reunió con Rock para grabar con Heltah Skeltah un Tercer álbum titulado D.I.R.T., un acrónimo de "Da Incredible Rap Team", que sería lanzado en 2008. En 2007 lanzó su segundo álbum en solitario titulado Jesus Price Supastar. Su frase más usada y popular es "The brokest rapper You Know".

## Fallecimiento
El 8 de agosto de 2015, Sean, de 43 años, fue hallado muerto en su casa de Brooklyn, hecho que sucedió mientras dormía.

## Discografía

### Álbumes en solitario
- 2004 - Donkey Sean Jr. (Official Mixtape)

- 2005 - Monkey Barz

- 2007 - Jesus Price Supastar

- 2007 - M.A.S.T.E.R. P (Official Mixtape)

- 2009 - Kimbo Price (Official Mixtape)

- 2012 - Mic Tyson

- 2013 - Land Of The Crooks

- 2015 - Songs In The Key of Price

- 2017 - Imperious Rex (Álbum Póstumo)

- 2018 - Metal Detectors (feat. Illa Ghee)

- 2019 - 86 Witnesses (feat. Small Professor)

- 2019 - Price Of Fame (feat. Lil Fame)

### Álbumes con Heltah Skeltah
- 1996 - Nocturnal
- 1998 - Magnum Force
- 2008 - D.I.R.T (Da Incredible Rap Team)
- 2011 - Midnight Madness Remixes Ep

### Álbumes con Boot Camp Clik
- 1997 - For the People

- 2002 - The Chosen Few

- 2003 - CollectDISEdition

- 2006 - The Last Stand

- 2007 - Casualties Of War

### Álbumes con Random Axe
- 2011 - Random Axe